# CHON

Els diàmetres atòmics relatius de carboni, hidrogen, nitrogen, oxigen, fòsfor, i sofre

CHON és un acrònim mnemotècnic pels quatre elements més comuns en els organismes vius: carboni, hidrogen, oxigen, i nitrogen.
També es sol usar l'acrònim CHNOPS, que inclou el carboni, hidrogen, nitrogen, oxigen, fòsfor (P) i sofre, representa els sis elements químics més importants, les combinacions covalents dels quals conformen la majoria de molècules biològiques a la Terra. Tots d'aquests elements són no metalls. El sofre es troba en la cisteïna d'aminoàcids i a la metionina. El fòsfor es troba en els fosfolípids, una classe de lípids que són un component important en totes les membranes de les cèl·lules, atès que poden formar bicapes lípidiques, les quals mantenen ions, proteïnes, i altres molècules on calen per a les funcions cel·lulars, i impedeixen que vagin a àrees on no haurien de ser. Els grups de fosfat són també un component essencial de l'estructura dels àcids nucleics (nom genèric per l'ADN i l'ARN) i és requerit per formar ATP – la molècula que s'utilitza com a transferència energètica dins les cel·lules de totes les criatures vives.
Els asteroides carbònics són rics en elements de CHON. Aquests asteroides són el tipus més comú, i sovint col·lideixen amb la Terra com meteorits. Tals col·lisions eren especialment comúns als inicis de la història de la terra, i poden haver estat crucials en la formació dels oceans del planeta.
Els compostos més senzills que contenen tots els elements de CHON són l'àcid fulmínic i l'àcid isociànic (molt més estable).